# Adani
Pour les articles homonymes, voir Adani (homonymie).
Adani ou Adani Group est un conglomérat multinational indien notamment actif dans la production d'électricité, à partir de charbon notamment, et les terminaux portuaires, la logistique, l'agribusiness. C'est le plus grand développeur et exploitant portuaire d'Inde (avec Mundra le plus grand port commercial du pays). En 2011, Adani a acheté le port d'Abbot Point en Australie pour 2 milliards de dollars et veut en faire un terminal charbonnier pour exporter du charbon australien vers l'Inde.
Le milliardaire Gautam Adani possède notamment la plus grande marque d'huile alimentaire d'Inde, via une coentreprise avec Willmar à Singapour. La société phare du groupe Adani est « Adani Enterprises Limited ».
Le groupe s'est développé notamment grâce aux liens personnels entre Gautam Adani et Narendra Modi, ministre en chef du Gujarat (2001-2014) puis premier ministre de l'Inde (depuis 2014).
En avril 2014, il a ajouté une 4e unité de 660 MW à sa centrale de Tiroda, devenant ainsi le plus grand producteur privé d'électricité du pays.
Le siège social d'Adani est basé à Ahmedabad dans le Gujarat, où il est très présent.

## Histoire
La société a été fondée en 1988 en tant qu'entreprise de négoce de matières premières.
Gautam Adani en est le fondateur et l'actuel président.
Il dit avoir créé son Groupe avec une vision de « Nation Building », c'est-à-dire en développant des actifs qui sont selon lui d'imports enjeux économiques pour le pays, ce qui le guide dans le choix des entreprises qu'il a racheté ou créé au sein du groupe au fil des ans.
Le Groupe Adani grandit très rapidement en se diversifiant dans l'import-export « multi-carte ». Dans les années 1990, il achète son propre port, à Mundra afin de mieux contrôler ses opérations de commerce. La construction commence en 1995 et en 1998, il était devenu l'une des importante source de devises pour l'Inde. Les liens d'amitié unissant Gautam Adani à Narendra Modi, ministre en chef du Gujarat, permettent au premier d'obtenir en 2001 les droits d’exploitation de l’infrastructure située sur la rive nord du golfe de Kutch pour une durée de trente ans. En 2003, Modi lui accorde l’autorisation de créer une zone économique spéciale, exempte notamment des règles communes de fiscalité, ce qui va lui permettre de considérablement accroitre sa fortune.
En 1999, la société se lance dans la spéculation financière et énergétique avec le commerce du charbon, et crée bientôt une coentreprise (Adani Willmar) dans le domaine du négoce en produits pétroliers (en 2000).
Une deuxième phase est entamée pour le groupe avec la création de grandes infrastructures. La société se crée un portefeuille de ports, de centrales électriques, de mines et une flotte de navires et de lignes de chemin de fer dans et en hors de l'Inde. En 2002, Adani aurait ainsi géré 4 millions de tonnes de fret à Mundra, devenu le plus grand port privé d'Inde. Plus tard en 2006, la société est la première importatrice de charbon en Inde (11 millions de tonnes). Adani cherche à être moins dépendant du marché du charbon et de sa volatilité, il cherche donc à acheter des mines de charbons et des mines de charbon et à les contrôler. Ainsi achète-t-il le groupe australien Linc Energy (les mines de charbon de l'Australie) afin d'alimenter ses centrales au charbon avant d'aussi s'approprier en 2008 la mine de Bunyu en Indonésie (180 millions de tonnes de réserves de charbon). L'année suivante, Adani devient énergéticien en produisant 330 MW d'énergie thermique, et dispose aussi peu après en Inde d'une capacité de raffinage de 2,2 millions de t/an de pétrole.
Adani Enterprises domine alors le marché indien du charbon avec une part de marché d'environ 60%. Il consomme ce charbon pour produire de l'électricité et fournit également NTPC. Adani Enterprises acquiert les droits miniers d'Odisha, ce qui fait alors du Groupe Adani la plus grande société minière de charbon privée de l'Inde
En 2011, le port de Dahej est opérationnel et a en 2015 une capacité de 20 millions de tonnes. Le groupe décide aussi d'acheter les droits d'exploitation d'une grande partie du bassin de Galilee dans le nord-est de l'Australie où il estime que reposent 10,4 milliards de tonnes de réserves de charbon. Pour préparer l'importation de charbon australien, il commande un terminal charbonnier de grande capacité à Mundra (le plus grand du monde) et la même année, il achète le Port australien d'Abbot Point, avec sa capacité de transbordement de 50 millions de tonnes par an. Le charbon est de plus considéré comme une ressource fossile et polluante. Adani commande en Inde la plus grande centrale solaire du pays (40 MW), portant la capacité productive de l'entreprise à 3 960 MW, ce qui en fait le premier producteur privé du secteur de l'énergie thermique en Inde.
En 2012, le Groupe entame une troisième phase de développement sous forme d'infrastructure d'intégration, en changeant de logo et créant une nouvelle image de marque. La société se concentre sur trois pôles : ressources, logistique et énergie.
En 2014, Adani est toujours le plus grand producteur privé d'électricité. Avec 9 280 MW de capacités. Le port de Mundra continue à grandir (visant 100 millions de tonnes métriques pour l'exercice 2013-2014) et SEZ Ltd (APSEZL, qui fait partie du Groupe Adani) devient plus grand développeur et opérateur portuaire d'Inde. Le 16 mai 2014, Adani Ports achète Dhamra Port sur la côte Est de l'Inde, ce port était une coentreprise à 50/50 entre Tata Steel et L&T Infrastructure Development Projects, maintenant possession d'Adani Ports. Ce port a commencé ses activités en mai 2011 et a traité 14,3 millions de t de fret en 2013-14. Le groupe cherche ainsi à atteindre une capacité de 200 millions de tonnes par an avant 2020 ce qui le placera comme leader parmi les opérateurs portuaires privés du pays,
En 2019, le gouvernement du Premier ministre Narendra Modi engage un vaste programme de privatisation des aéroports indiens. Le groupe Adani, qui n'a aucune expérience dans le domaine, en obtient six.
En 2020, Adani acquiert les parts de l’opérateur GVK dans l’aéroport de Bombay, grâce à la pression exercée par l’agence gouvernementale de répression des fraudes et du Bureau central d’enquête sur GVK, qui refusait de vendre.
En mai 2022, Adani annonce l'acquisition des activités indiennes d’Holcim pour 10,5 milliards de dollars.
En juin 2022, Adani et TotalEnergies annoncent la création d'une coentreprise spécialisée dans la production d'hydrogène vert, produit à partir d'électricité renouvelable, Adani en détenant 75 % et TotalEnergies 25 %. Ils  affirment qu’ils vont investir 5 milliards $ (4,8 milliards €) dans la première phase du projet[réf. nécessaire], qui prévoit des électrolyseurs de 2 GW, alimentés par un parc solaire et éolien de 4 GW. Dans un premier temps, l'hydrogène servira à produire de l'urée, un engrais azoté massivement utilisé dans l'agriculture, à hauteur de 1,3 Mt par an. L'Inde pourra ainsi réduire ses importations d'engrais issus des hydrocarbures. À l'horizon de 2030, Adani et TotalEnergies annoncent une production d'hydrogène vert de 1 Mt par an, grâce à des capacités d'électricité renouvelable de 30 GW. Adani évoque des investissements de 50 milliards $ au cours des dix prochaines années, pour devenir « le plus grand producteur d'hydrogène vert au monde ». Selon les analystes de Citi[De qui ?], l'hydrogène produit par les deux partenaires en Inde devrait être « très compétitif », son coût de production étant estimé à 3,2 $/kg.
En janvier 2023, Hindenburg Research publié un rapport très négatif sur la situation financière d’Adani. Selon le rapport qui résulte d’une enquête de deux ans, les données publiques sur la solvabilité du  groupe ont été manipulées par les dirigeants. Les marchés boursiers réagissent immédiatement. En quelques jours, la capitalisation boursière combinée du groupe Adani fond de 120 milliards de dollars – soit plus de la moitié de son encours de mi-janvier. Confronté aux vastes mouvements de fonds, les cotations de certaines filiales doivent être suspendues. Cette chute du cours des actions fait également subir de lourdes pertes aux sociétés coactionnaires, dont TotalEnergies, actionnaire de quatre filiales du groupe. Dès le 29 janvier, l'entreprise répond au fonds d'investissement en publiant son propre rapport de 413 pages pour réfuter les accusations, réponse qui n'a pas convaincu les marchés. En décembre 2023, la Cour suprême de l'Inde a conclu les audiences concernant l'enquête du Securities and Exchange Board of India (en) et par la voie de son juge en chef observe que les conclusions d'Hindenburg Research ne peuvent pas être considérées comme crédibles. Le 3 janvier 2024, la Cour Suprême indienne a rejeté la requête d'une enquête indépendante. En juillet 2024 le Securities and Exchange Board of India (en), supposant la participation d'un autre fonds spéculatif, ouvre une enquête à l'encontre de Hindenburg Research pour avoir violé les règles du marché indien.
À la suite de la relative défaite du Bharatiya Janata Party — le parti de Narendra Modi — aux élections législatives indiennes de 2024, le groupe Adani, qui bénéficie de la commande publique et fait partie d'une sorte de capitalisme de connivence, a vu sa valeur chuter de plus de 45 milliards de dollars (42 milliards d'euros) en une seule journée.

## Polémiques

### Projet de la mine de charbon Carmichael
Le groupe Adani a lancé en 2014, avec le soutien d'une partie des gouvernements australien et du Queensland, un projet minier et ferroviaire. Situé à Carnichael, dans le Queensland's Galilee Basin, il est chiffré à 21,5 milliards d'euros (sur la durée de vie du projet, soit 60 ans).
Cette mine, controversée, serait (si elle était mise en œuvre) la plus grande mine de charbon d'Australie et du monde.
Sa capacité annuelle sera de 60 millions de tonnes de charbon correspondant à l’émission de 127 millions de tonnes de CO2, soit l'équivalent des émissions totales de la Belgique.
Ce projet occupera une surface de 35 000 hectares et consommera 297 millions de m3 d'eau prélevés sur les aquifères de la région, ce qui aura des conséquences pour l'environnement et les populations locales. Devant les conséquences environnementales et les insuffisances de ce projet, la plupart des banques internationales responsables ont refusé de le créditer, en tenant compte des risques de rupture de digue et/ou des séismes induits qui peuvent se manifester en cas de travaux à de telles échelles.
En 2018, plusieurs banques internationales on refusé de financer ce projet climaticide, et les conclusions du rapport d'environnemental pour l'autorisation du projet sont repoussées jusqu'en 2019, à la suite de fausses promesses de création d'emploi par le groupe Adani	.
En juin 2019, le projet déjà approuvé au niveau fédéral, est également adopté par le gouvernement du Queensland.

### Projet de creusement de la Grande Barrière d'Australie
Le groupe Adani a aussi lancé en 2014 un projet de creusement d'un chenal à travers la Grande barrière de corail d'Australie pour faciliter l'exportation de charbon avec le dragage de 38 millions de m3 de sable du récif. Ce projet controversé, au financement douteux a suscité une opposition internationale,.

### Soupçons de fraude
Le vendeur à découvert Hindenburg, soupçonne le groupe Adani d’une fraude comptable gigantesque, de manipulation de cours, de corruption et de blanchiment d’argent. Hindenburg Research a produit un rapport d'une centaine de pages, résultante d'une enquête de deux ans. Ces fraudes seraient l'explication de la folle envolée en bourse des actions du groupe (+800% en moyenne sur la période de 3 ans).
En mars 2023, la Cour Suprême Indienne a demandé au Securities and Exchange Board of India (SEBI), l'instance de régulation financière indienne de lui soumettre un rapport à ce sujet. En Août 2023, l'audition prévue à date du 29 Août à la Cour Suprême Indienne fut repoussée à une date ultérieure, la SEBI attendant des informations de cinq paradis fiscaux.
En août 2024, la présidente de la SEBI est obligée de reconnaitre qu'elle bénéficie de fonds offshore aux Bermudes appartenant à des associés de la famille Adani.
En septembre 2024, le média suisse Gotham City révèle qu'en Suisse, le Ministère public de Genève enquêtait sur les malversations présumées du conglomérat indien Adani bien avant que les investisseurs activistes d'Hindenburg Research ne lancent les premières accusations. Plus de 310 millions de dollars appartenant à un homme de paille présumé du milliardaire Gautam Adani, Chang Chung-Ling, sont séquestrés dans cinq banques suisses. Le Ministère public de la Confédération a repris l'enquête une fois l'affaire révélée dans la presse. Au lendemain de ces révélations, les sociétés cotées du Groupe Adani ont chuté en Bourse.
En Inde, l'affaire a des conséquences politiques: le Congrès souhaiterait que la Cour suprême prenne le contrôle des investigations sur l'affaire Adani et qu'une commission parlementaire soit convoquée pour enquêter.